# 皮亞特尼恰內 (利維夫區)
49°33′42″N 24°18′48″E / 49.56167°N 24.31333°E
皮亞特尼恰內（羅馬化：Piatnychany）是烏克蘭西部利維夫州利維夫區的村莊。該村面積1.19平方公里，海拔高度301米，2001年人口216，人口密度每平方公里181.51人。